# TCB Band

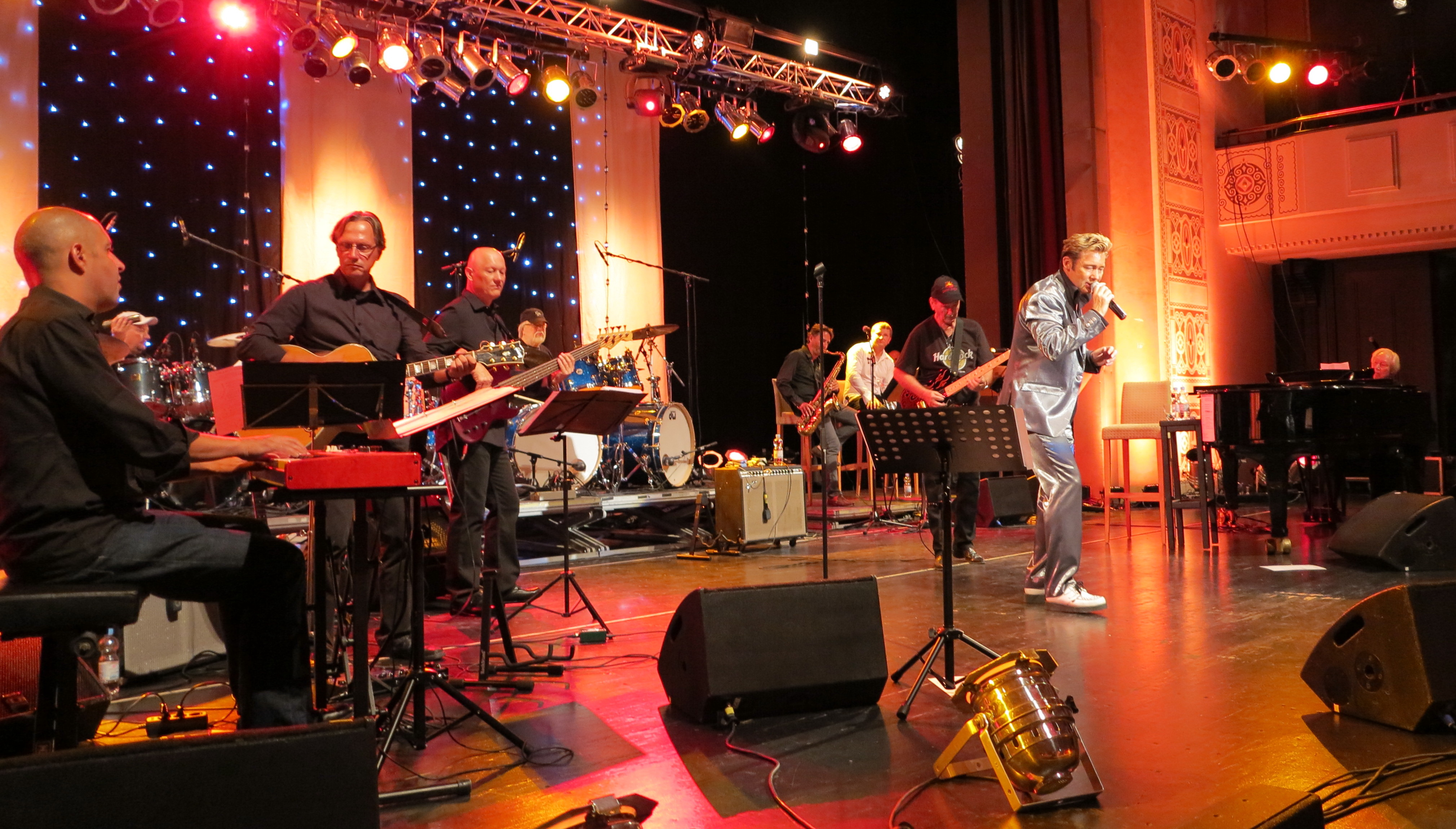
TCB Band 2013, European Elvis Festival, Bad Nauheum

De TCB Band (Takin Elvis'Care of Business) is een groep professionele musici die de persoonlijke begeleidingsband vormden van Elvis Presley (van augustus 1969 tot zijn dood in 1977).
De oorspronkelijke bandleden zijn James Burton (leadgitaar), Jerry Scheff (bas), John Wilkinson (gitaar), Larry Muhoberac (keyboards) en Ronnie Tutt (drums). Ze verschenen voor het eerst live toen Elvis Presley optrad in Las Vegas in het International Hotel op 31 juli 1969.
In de loop der jaren is de samenstelling van de band veranderd. Tegenwoordig bestaat de band uit James Burton (leadgitaar), Glen Hardin (piano) en Ronnie Tutt (drums). Ze treden nog steeds veel op. Jerry Scheff verliet de band in 2011 wegens creatieve en cultuurverschillen.